# Héctor Raúl Rondán
Héctor Raúl Rondán Fernández (Fray Bentos, 28 de abril de 1953) é um ex-ciclista uruguaio. Foi ciclista profissional nos anos 1980 e 1981 na equipa Reynolds. Foi o primeiro ciclista uruguaio que competiu na Volta à Espanha, em 1980, e foi o único desse país a concorrer nessa prova até que Fabricio Ferrari a disputasse em 2013.

## Vitórias

### Amador
- No Uruguai obteve 110 vitórias
- Na Espanha obteve 21 vitórias

### Profissional
- 1º 3ª etapa da Volta a Burgos[1][3]
- 2º 4ª etapa da Volta a Castela
- 2º Circuito de Getxo[1]
- 4º 3ª etapa da Volta o Azahar (Valência)

## Trajetória como treinador
- 1982[2] - Aperitivos Aspil
- 1984 - Kaiku-Gurelesa
- 1985 - Cafés Branik-La brasileña
- 1986 - Irabia Intersport (Femenino)
- 1988 - Telco´m
- 1996 - Selecionador Espanhol femenino
- 2006 - Limutaxi-Conor
- 2007-Atualmente - Reyno de Navarra-Conor[4]

## Equipas
- Club ciclista Artigas
- Club River
- Club ciclista Joselín de Mercedes
- Reynolds (Amador 1978 - 1979)
- Reynolds (1980-1981)[3][5]